# Lehnersberg
Lehnersberg ist ein Gemeindeteil des Marktes Fischach im schwäbischen Landkreis Augsburg in Bayern (Deutschland).
Die Einöde Lehnersberg liegt  auf der Gemarkung Fischach gut einen Kilometer nordöstlich von Wollmetshofen an der Staatsstraße 2026.